# Ruta Nacional 1 (Japón)
La Ruta Nacional 1 (国道1号 Kokudō Ichi-gō?) es una carretera japonesa desde Tokio a  Osaka.
Está ruta después de salir de Tokio, transita por las ciudades de Yokohama, Shizuoka, Nagoya, Otsu, Kioto y finalmente Osaka, que son capitales de sus respectivas prefecturas.

## Detalles de la ruta
El punto de origen de la Ruta Nacional 1 es en Nihonbashi, Chūō, Tokio, que marca los orígenes de las rutas nacionales 1, 4, 6, 14, 15, 17 y 20.
El punto de final de la Ruta Nacional 1 es en Umeda,  Kita, Osaka, que marca el punto de origen de la Ruta Nacional 2.
La Ruta Nacional 1  tiene un trazado similar a la antigua ruta Tōkaidō desde Tokio (Edo) a Kioto con 53  estaciones y de Kioto a Osaka por la ruta Kyōkaidō (Ōsaka kaidō) con 4 estaciones. A diferencia de la interior y menos transitada ruta de las montañas Nakasendō, Tōkaidō transcurría a lo largo de la costa del Océano Pacífico al este de Honshu.
La Ruta Nacional 1 es paralela a la autopista Tōmei Expressway desde Tokio hasta la Prefectura de Aichi.

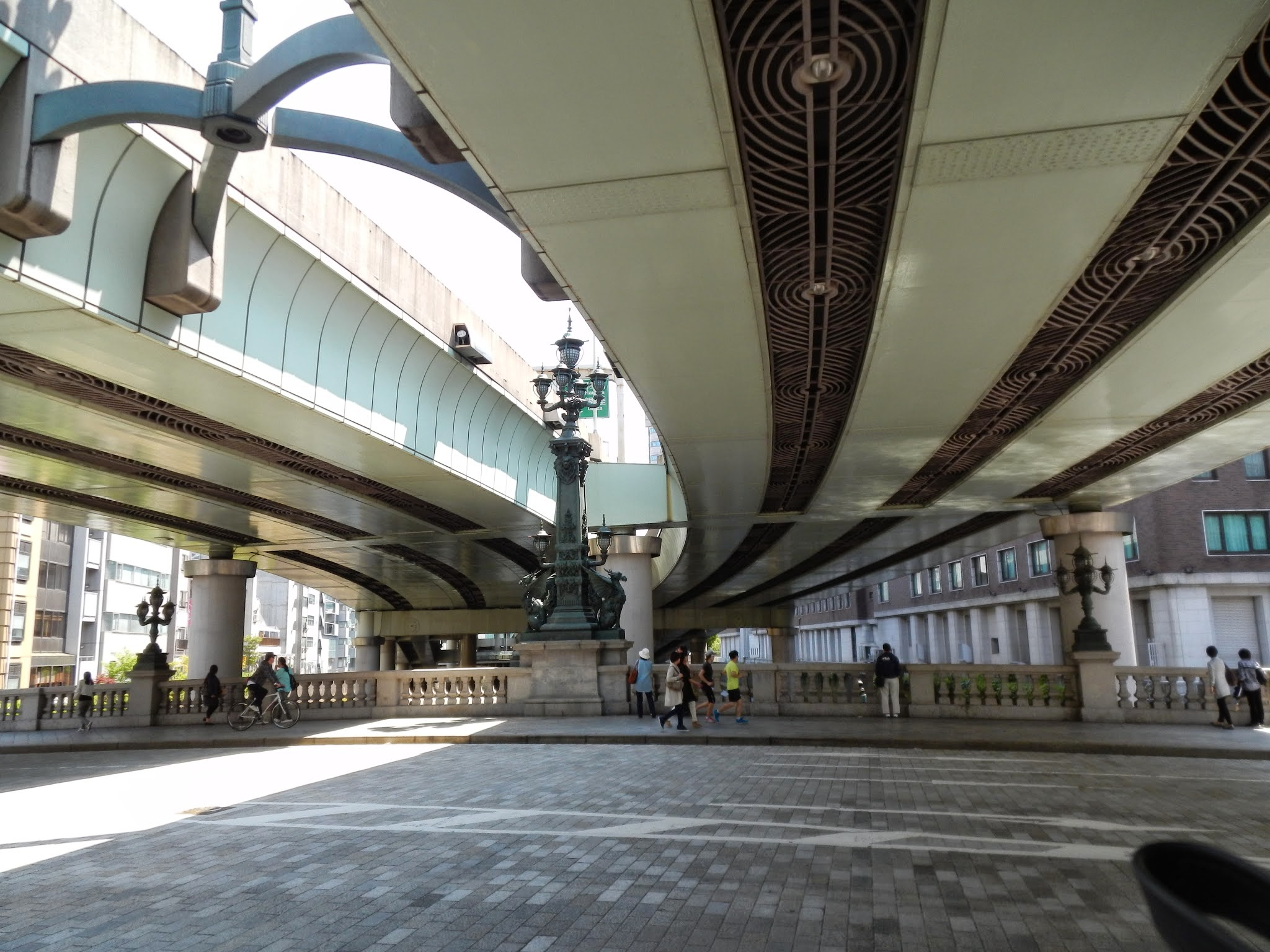
Origen de la Ruta Nacional 1 en Nihonbashi, Chūō, Tokio.

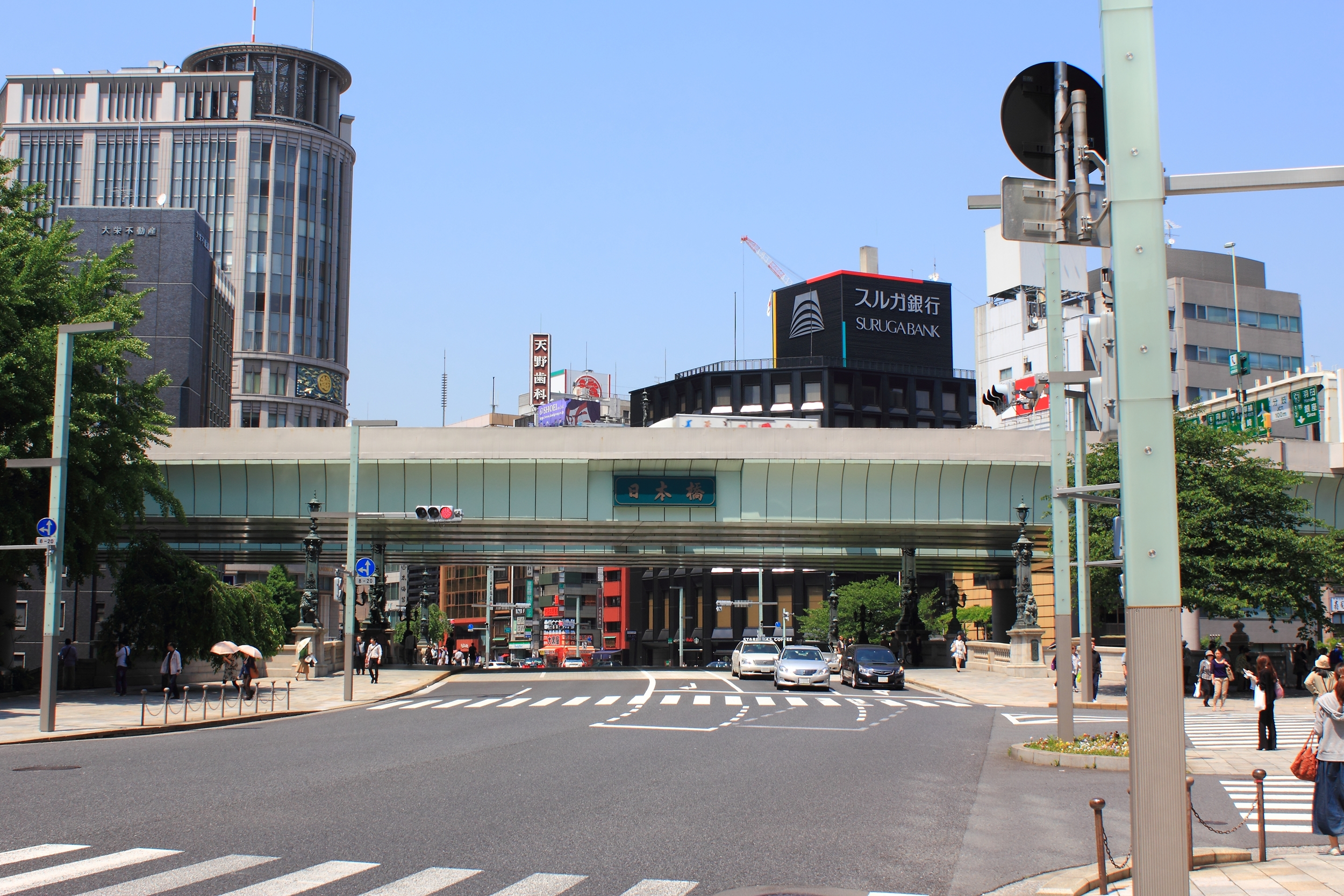
Inicio rutas nacionales 1, 15 y 20, al fondo se inician las rutas nacionales 4, 6, 14 y 17, Nihonbashi, Chūō, Tokio.

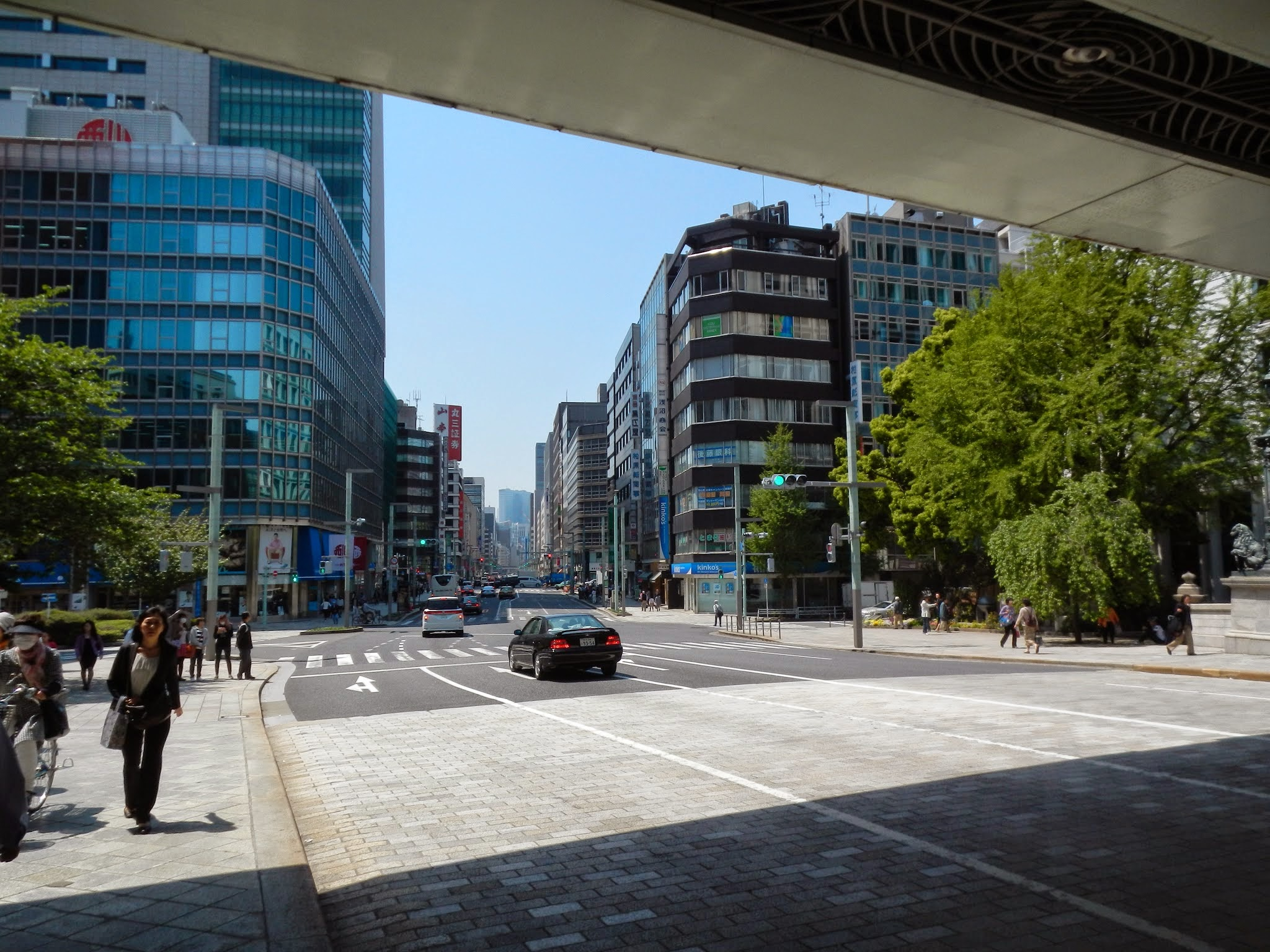
Inicio rutas nacionales 1, 15 y 20 en Nihonbashi, Chūō, Tokio.

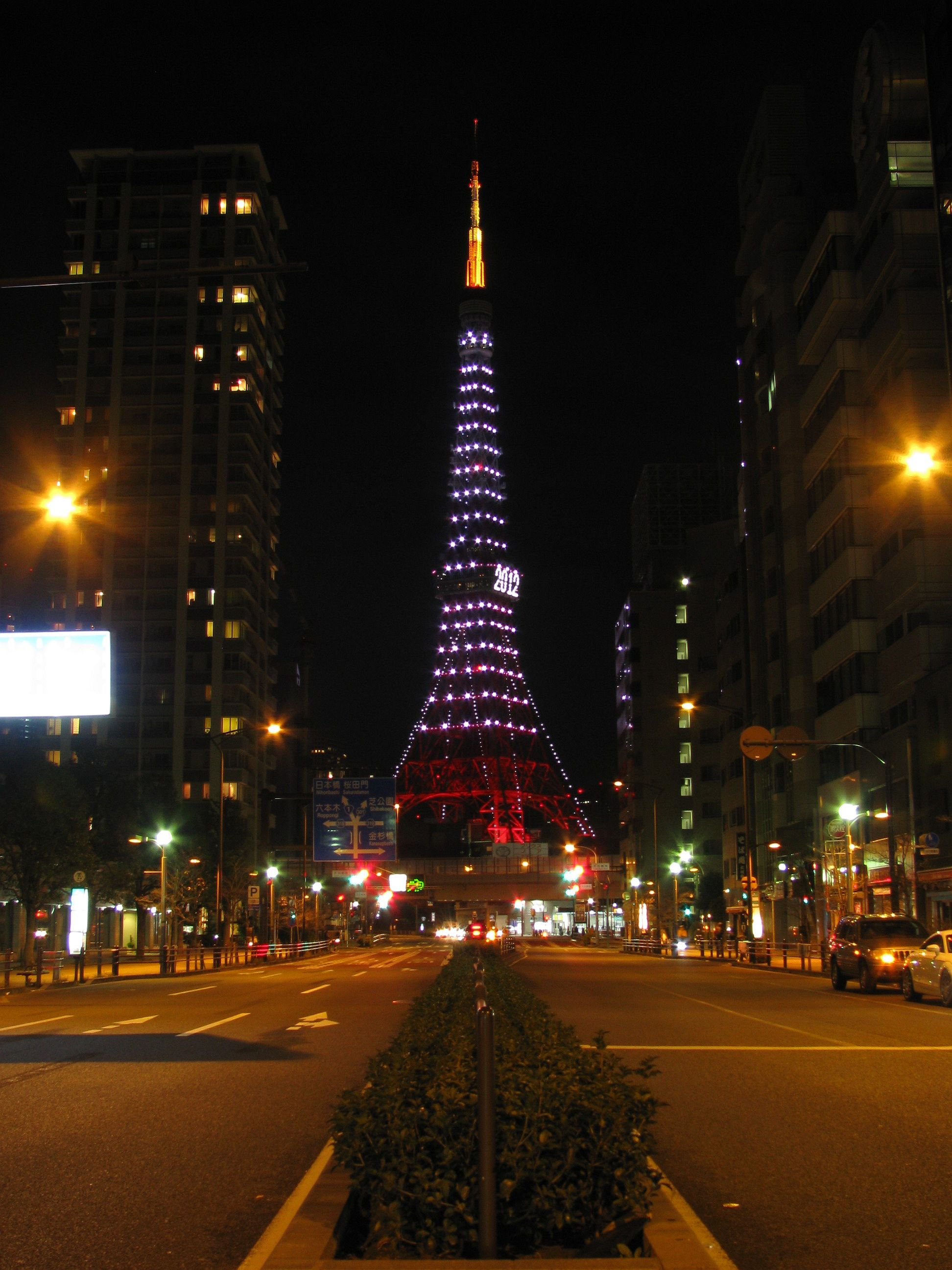
Ruta Nacional 1 y Torre de Tokio en Minato.

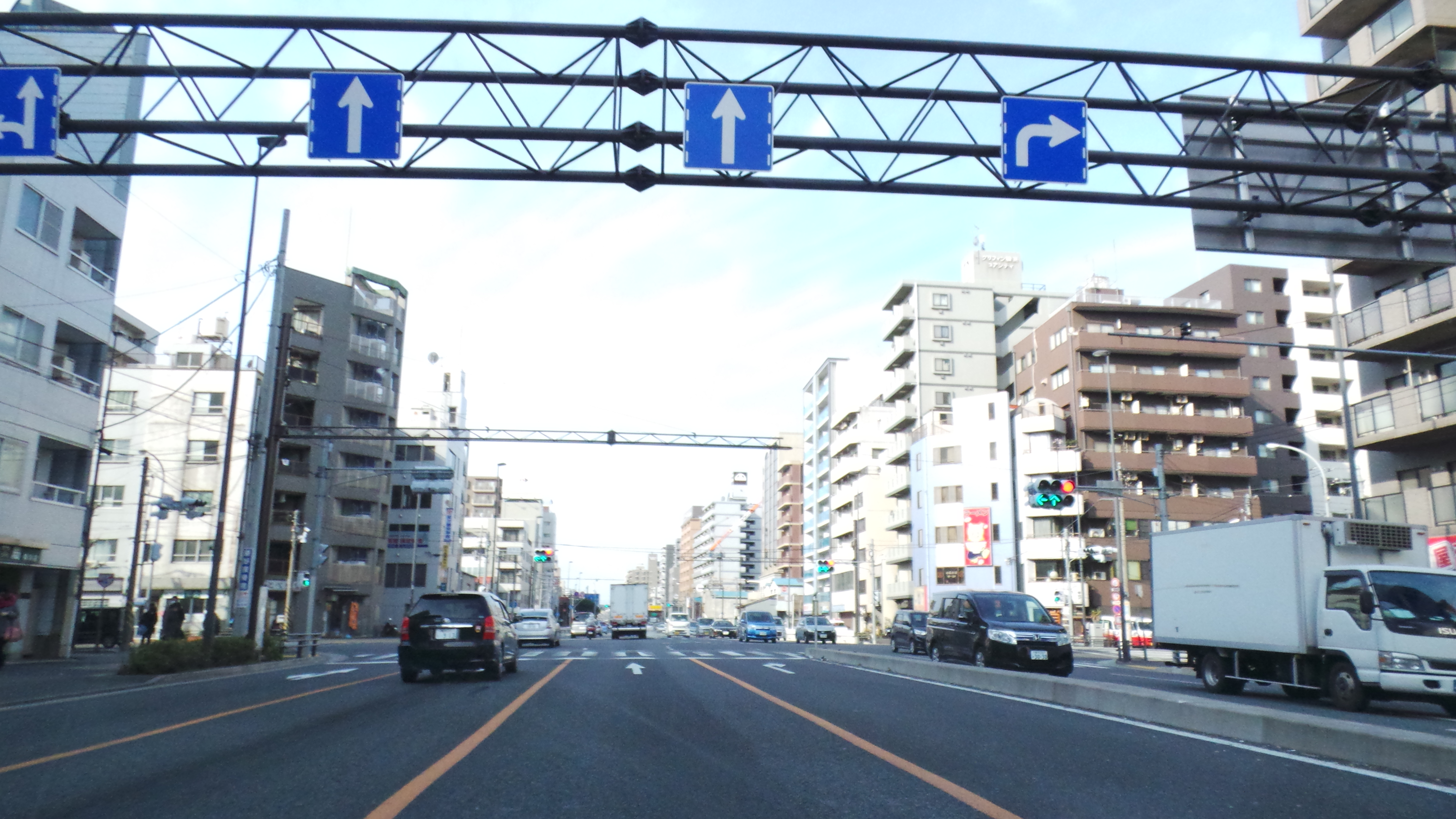
Ruta Nacional 1 en Yokohama.

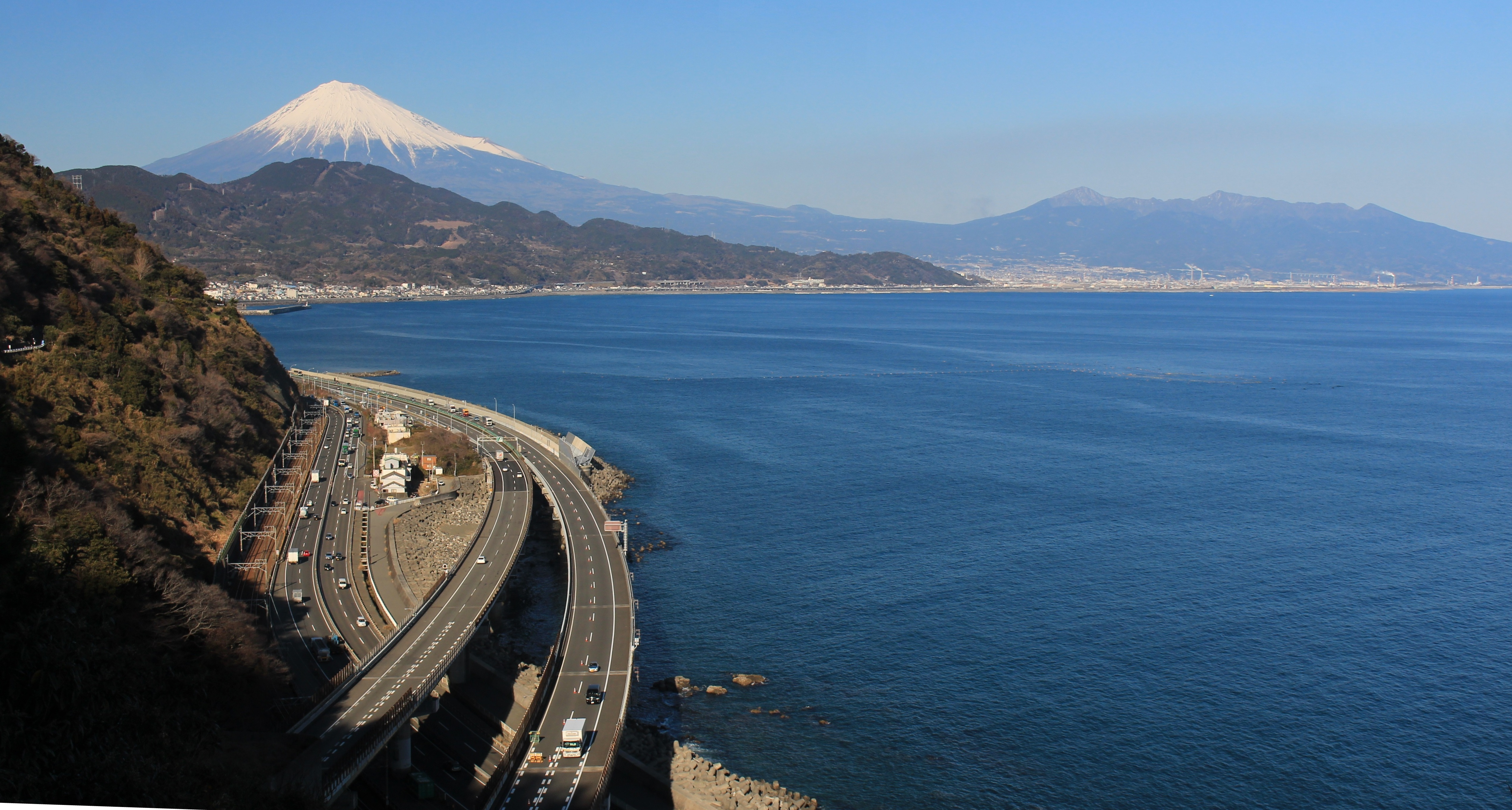
Ruta Nacional 1 entre otros y el Monte Fuji en Shizuoka.

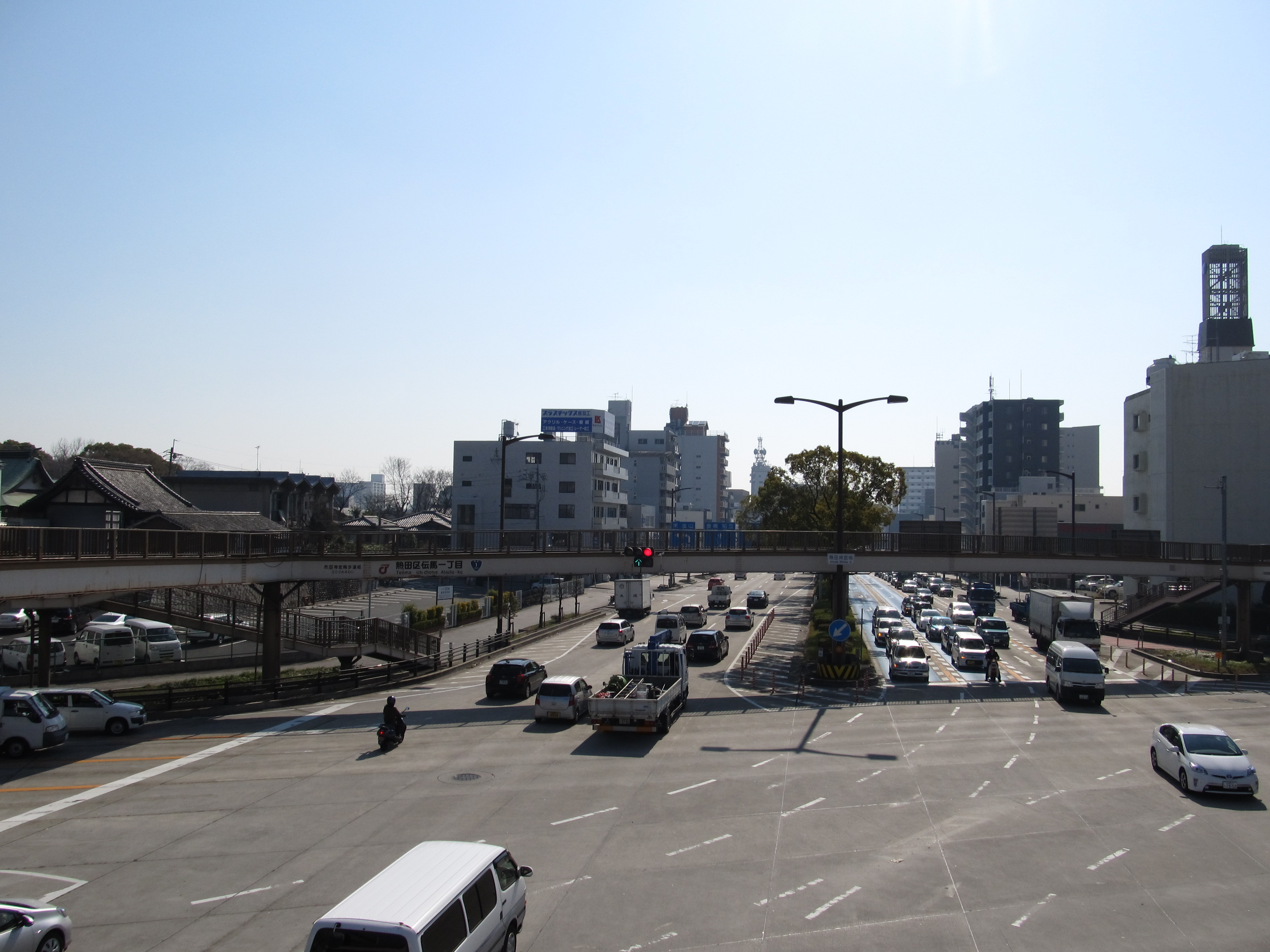
Ruta Nacional 1 en Nagoya.

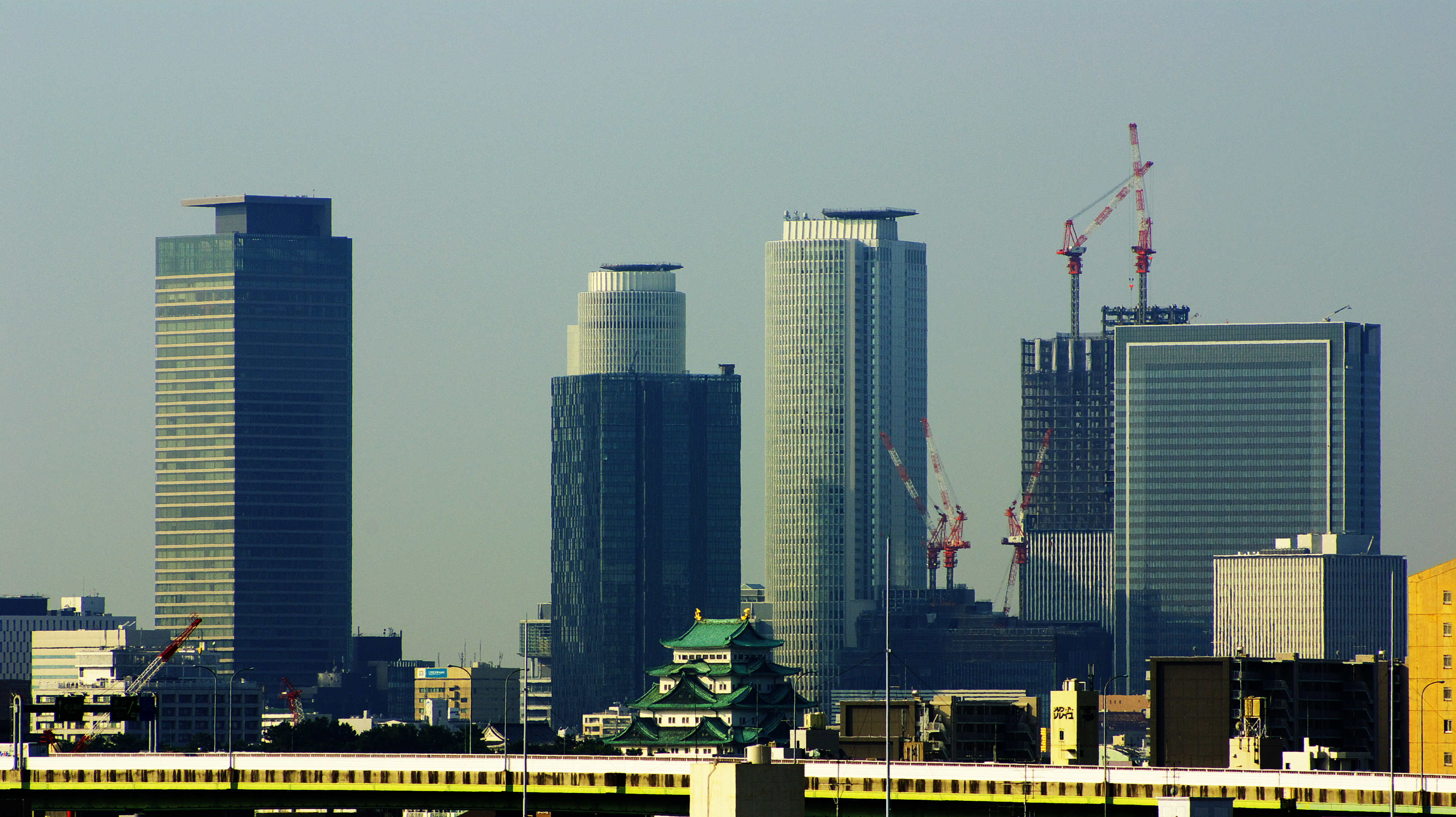
Castillo Nagoya.

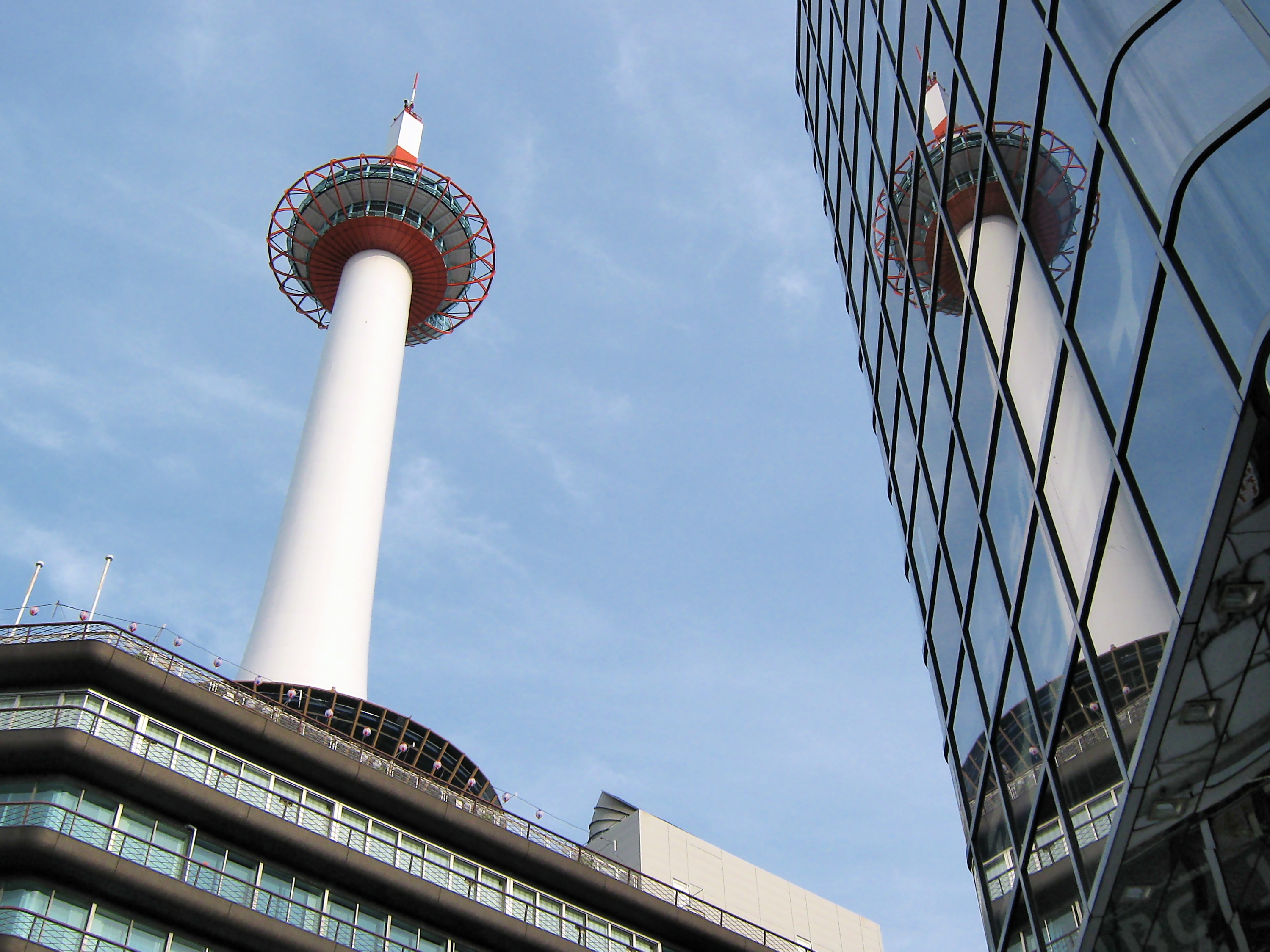
Torre de Kioto cerca a Ruta Nacional 1.

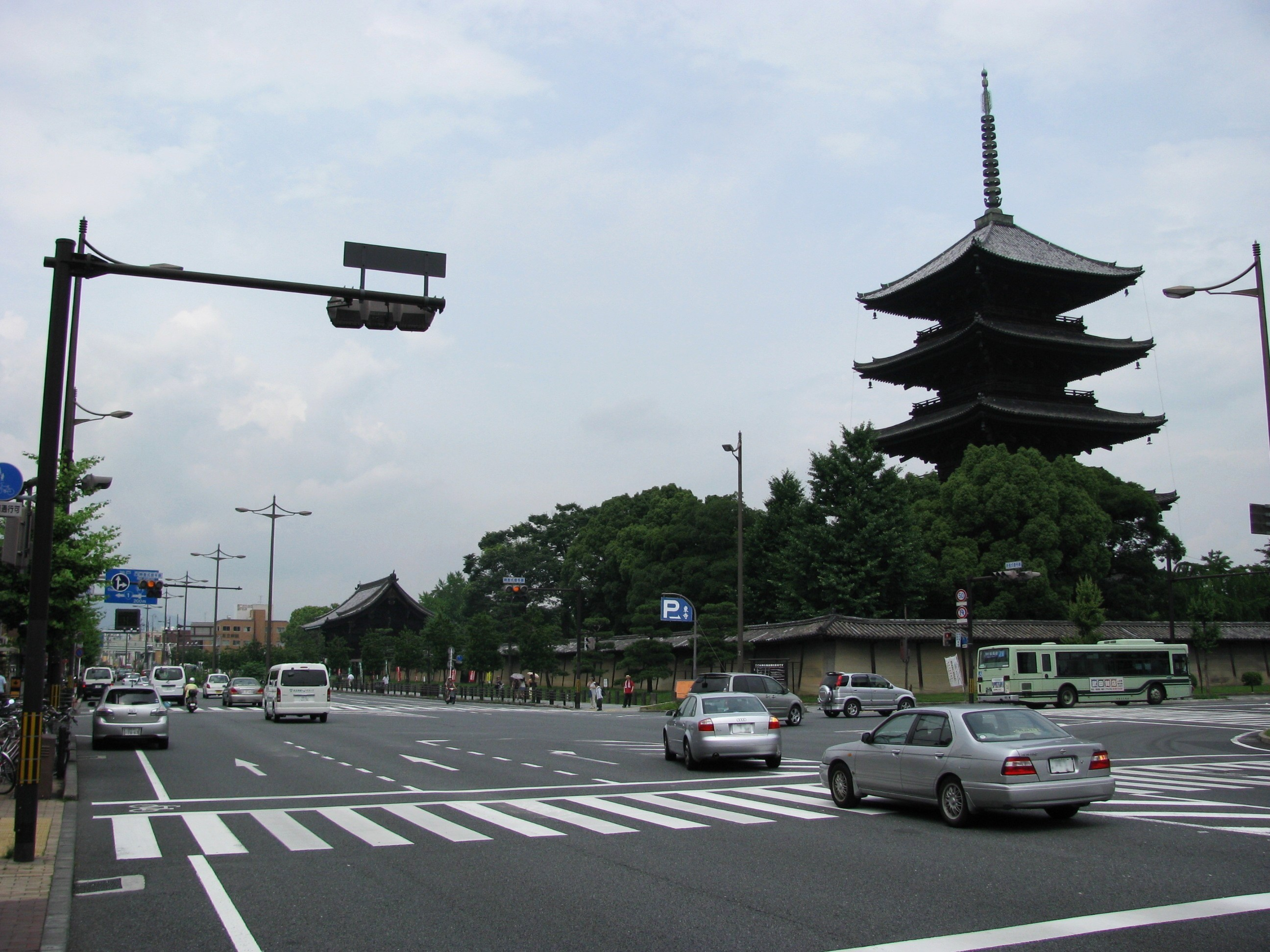
Ruta Nacional 1 en Kioto y pagoda parte de Tō-ji.

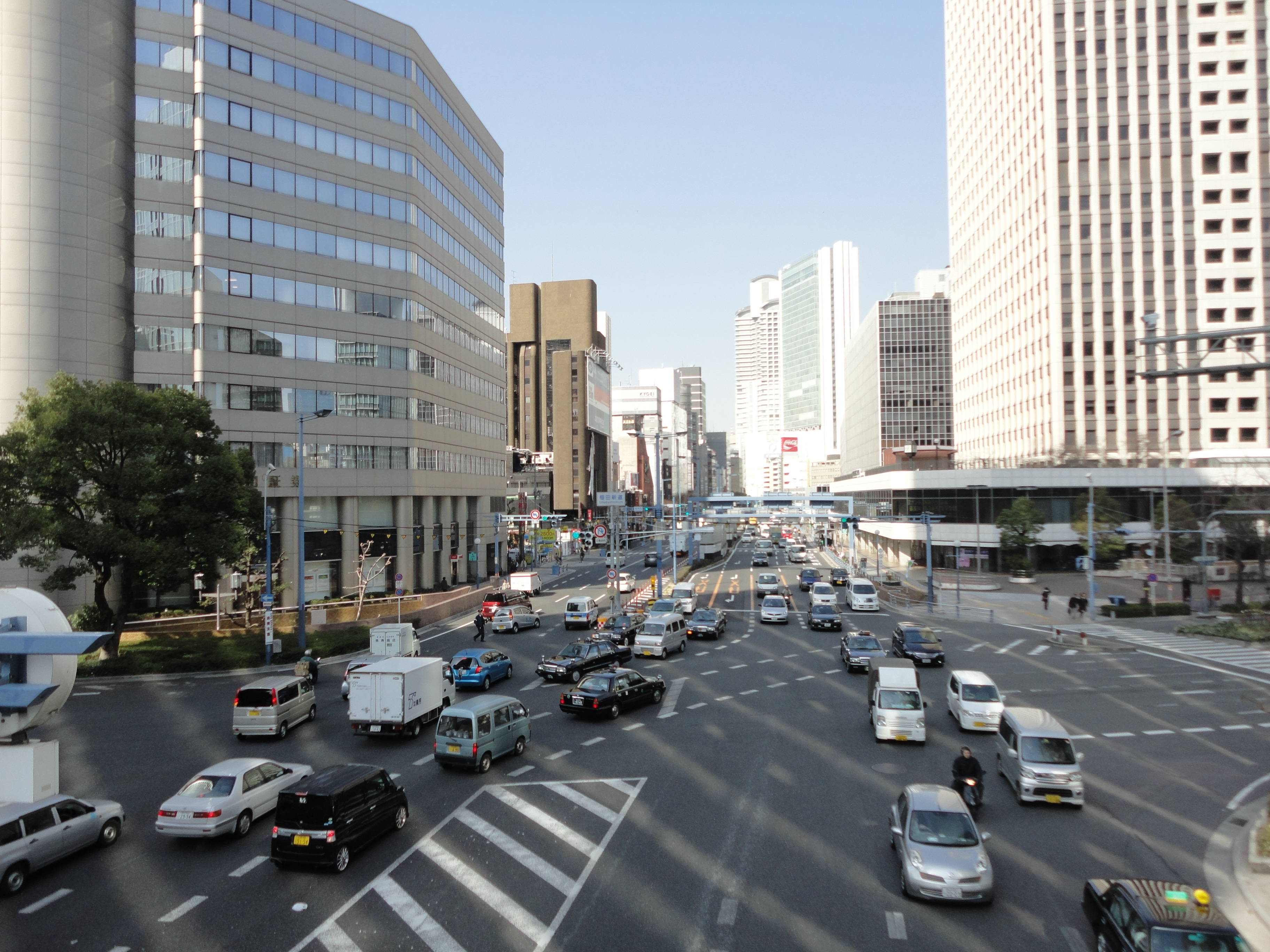
Rutas nacionales 2 (al fondo) y 1, en Umeda, Kita, Osaka.

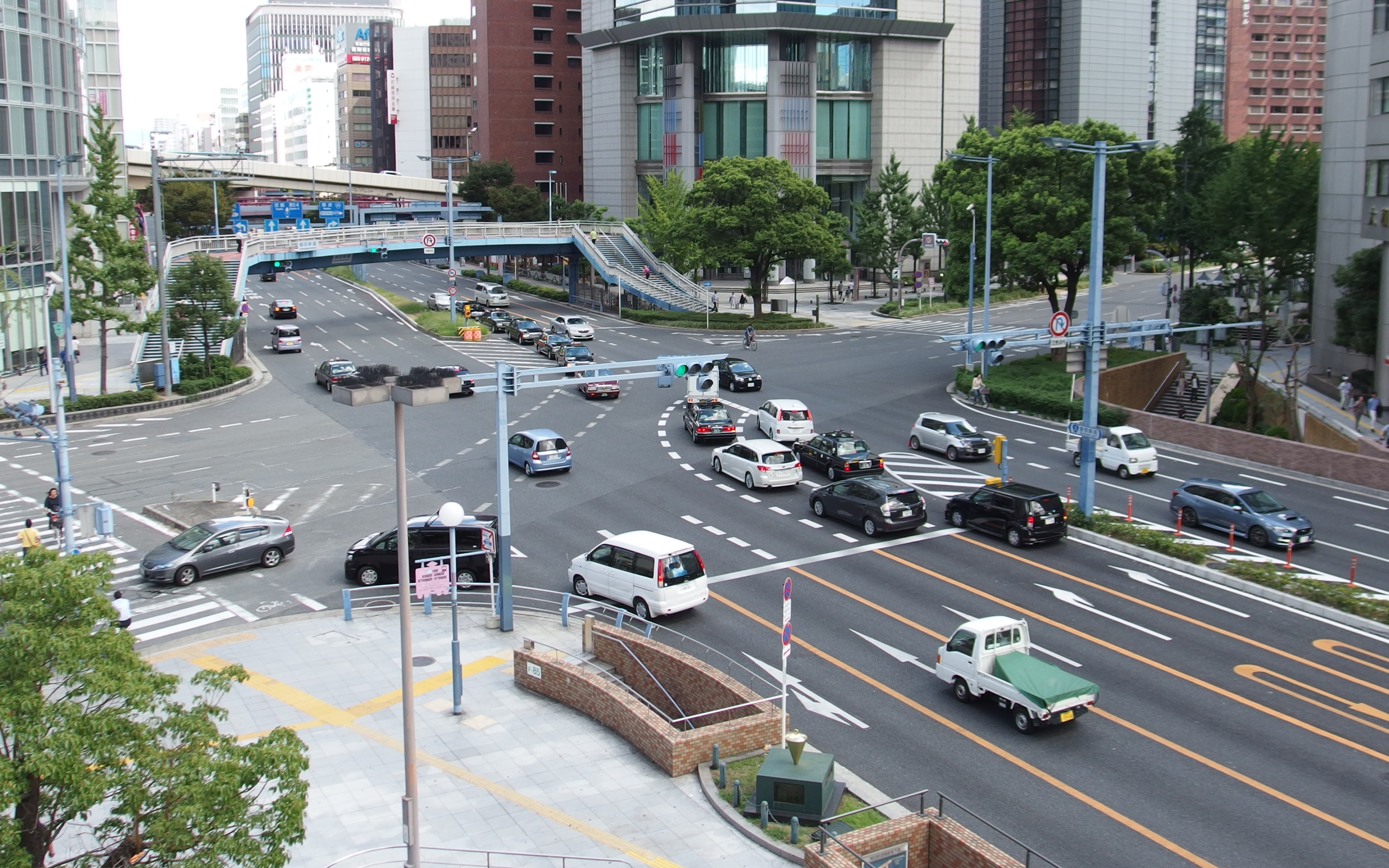
Rutas nacionales 1 (al fondo) y 2, en Umeda, Kita, Osaka.

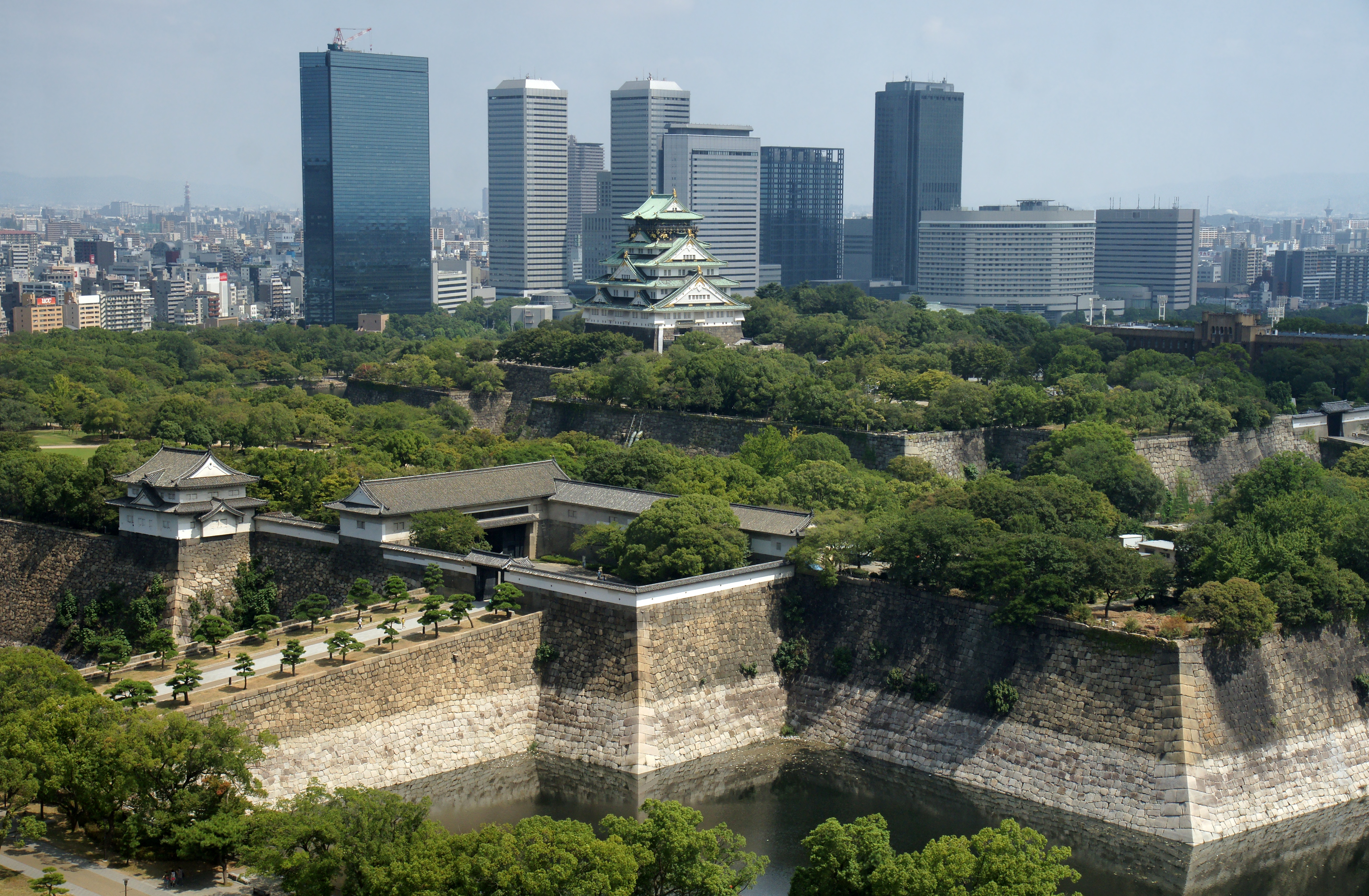
Castillo Osaka.

## Principales intersecciones
| Punto de origen de la ruta en Nihonbashi, Chūō, Tokio. Las rutas 1, 15 y 20 se superponen y las rutas 4, 6, 14 y 17 también se superponen, en su origen. | | |          |
| (Nihonbashi) Chūō | Ruta Nacional 15 Ruta Nacional 20 Ruta Nacional 4 Ruta Nacional 6 Ruta Nacional 14 Ruta Nacional 17 Anillo central C1 (sin acceso directo a este anillo vial)     | En Nihonbashi nacen siete rutas nacionales. La Ruta Nacional 1 se superpone desde el punto de origen con otras dos rutas: Ruta Nacional 15 hasta la intersección Nihonbashi en Chūō Ruta Nacional 20 hasta la intersección Sakuradamon en Chiyoda | Tokio    |
| Chiyoda | Ruta Nacional 20 | | Tokio    |
| Minato | | Torre de Tokio - Roppongi | Tokio    |
| Shinagawa | Ruta 2 - Ruta Meguro (Autopista Shuto) | La Ruta 2 de la Autopista Shuto empalma con el Anillo central C1 de Tokio | Tokio    |
| Ōta | | Aeropuerto Internacional de Haneda | Tokio    |
| Saiwai Kawasaki | Ruta Nacional 409 | Ruta Nacional 409 empalma con la autopista CA Aqualine Bahía de Tokio | Kanagawa |
| Tsurumi Yokohama | Ruta Nacional 15 | | Kanagawa |
| Kanagawa Yokohama | Ruta Nacional 1 Bypass | | Kanagawa |
| Nishi Yokohama | Ruta Nacional 16 (Intersecciones: Takashimachō a Hamamatsuchō) | Minato Mirai 21 | Kanagawa |
| Hodogaya Yokohama | Ruta Nacional 1 Bypass E16 Yokohama-Yokosuka Road (Intercambiador ShinHodogaya)                                                                                   | | Kanagawa |
| Minami Yokohama | | | Kanagawa |
| Totsuka Yokohama | Ruta Nacional 1 Bypass | | Kanagawa |
| Fujisawa | Ruta Nacional 467 (sin acceso directo) E84 Shin-shōnan Bypass C4 Ken-Ō Expressway (planeada)                                                                      | | Kanagawa |
| Chigasaki | E84 Shin-shōnan Bypass | | Kanagawa |
| Hiratsuka | Ruta Nacional 129 | | Kanagawa |
| Ōiso | Ruta Nacional 134 | | Kanagawa |
| Ninomiya | | | Kanagawa |
| Odawara | E84 Seishō Bypass Ruta Nacional 255 Ruta Nacional 135 Ruta Nacional 1 Bypass Odawara Hakone                                                                       | Rutas nacionales 255 y 246 a Oyama, al autódromo Fuji Speedway y al Monte Fuji | Kanagawa |
| Hakone | Ruta Nacional 1 Bypass Hakone Shindō Ruta Nacional 138 Bypass Odawara Hakone                                                                                      | Lago Ashi | Kanagawa |
| Kannami | | | Shizuoka |
| Mishima | E1A Shin-Tomei Expressway a E1 Tomei Expressway Ruta Nacional 136                                                                                                 | | Shizuoka |
| Shimizu | | | Shizuoka |
| Nagaizumi | | | Shizuoka |
| Numazu | Ruta Nacional 414 Ruta Nacional 246 | Ruta Nacional 246 a Gotenba y al Monte Fuji | Shizuoka |
| Fuji | Ruta Nacional 139 | | Shizuoka |
| Shimizu Shizuoka | Ruta Nacional 52 Ruta Nacional 1 Bypass Seishin Bypass Seishin a E1 Tomei Expressway Ruta Nacional 149                                                            | | Shizuoka |
| Suruga Shizuoka | Ruta Nacional 1 Bypass Seishin | | Shizuoka |
| Aoi Shizuoka | Ruta Nacional 1 Bypass Seishin Ruta Nacional 362 | | Shizuoka |
| Fujieda | | | Shizuoka |
| Shimada | Ruta Nacional 473 | | Shizuoka |
| Kakegawa | | | Shizuoka |
| Fukuroi | | | Shizuoka |
| Iwata | | | Shizuoka |
| Higashi Hamamatsu | Ruta Nacional 152 | | Shizuoka |
| Minami-ku Hamamatsu | Ruta Nacional 150 | | Shizuoka |
| Nishi Hamamatsu | Ruta Nacional 257 Ruta Nacional 301 | Lago Hamana | Shizuoka |
| Kosai | Ruta Nacional 42 | | Shizuoka |
| Toyohashi | Ruta Nacional 259 Ruta Nacional 23 | | Aichi    |
| Toyokawa | Ruta Nacional 151 Ruta Nacional 247 | | Aichi    |
| Okazaki | Ruta Nacional 473 E1 Tomei Expressway Ruta Nacional 248 | | Aichi    |
| Anjō | | | Aichi    |
| Chiryū | Ruta Nacional 155 | | Aichi    |
| Kariya | | | Aichi    |
| Toyoake | Ruta Nacional 23 E1A Isewangan Expressway | | Aichi    |
| Midori Nagoya | Ruta Nacional 302 | | Aichi    |
| Minami Nagoya | Nagoya Expressway | | Aichi    |
| Mizuho Nagoya | | | Aichi    |
| Atsuta Nagoya | Ruta Nacional 19 Ruta Nacional 247 Ruta Nacional 154 Nagoya Expressway                                                                                            | | Aichi    |
| Nakagawa Nagoya | Ruta Nacional 302 | | Aichi    |
| Minato Nagoya | | Puerto de Nagoya | Aichi    |
| Kanie | | | Aichi    |
| Aisai | | | Aichi    |
| Yatomi | Ruta Nacional 155 | | Aichi    |
| Kisosaki | | | Mie      |
| Kuwana | Ruta Nacional 421 Ruta Nacional 258 | | Mie      |
| Asahi | Ruta Nacional 1 Bypass E1A Isewangan Expressway a E23 Higashi-Meihan Expressway                                                                                   | | Mie      |
| Kawagoe | Ruta Nacional 1 Bypass | | Mie      |
| Yokkaichi | Ruta Nacional 1 Bypass Ruta Nacional 365 Ruta Nacional 477 Ruta Nacional 164 Ruta Nacional 25 (intercambiador Obata a intersección Tōkaidō Seki-juku de Kameyama) | | Mie      |
| Suzuka | Ruta Nacional 25 | Autódromo Circuito de Suzuka | Mie      |
| Kameyama | Ruta Nacional 25 Ruta Nacional 306 | | Mie      |
| Kōka | Ruta Nacional 307 | | Shiga    |
| Konan | Ruta Nacional 001 Bypass Konan | | Shiga    |
| Rittō | Ruta Nacional 001 Bypass Konan E1 Meishin Expressway Ruta Nacional 8 (intercambiador Rittō 2 a intersección Gojō de Shimogyō)                                     | | Shiga    |
| Kusatsu | Ruta Nacional 8 Ruta Nacional 001 Bypass Kusatsu | | Shiga    |
| Ōtsu | Ruta Nacional 8 Ruta Nacional 001 Bypass Kusatsu E1 Meishin Expressway Ruta Nacional 422 Ruta Nacional 161 E1 Meishin Expressway                                  | Lago Biwa | Shiga    |
| Yamashina Kioto | Ruta Nacional 8 E1 Meishin Expressway | | Kioto    |
| Higashiyama Kioto | Ruta Nacional 8 | | Kioto    |
| Shimogyō Kioto | Ruta Nacional 8 Ruta Nacional 367 Ruta Nacional 24 Ruta Nacional 9                                                                                                | Torre de Kioto | Kioto    |
| Minami Kioto | Ruta Nacional 171 E1 Meishin Expressway | | Kioto    |
| Fushimi Kioto | | | Kioto    |
| Kumiyama | | | Kioto    |
| Yawata | | | Kioto    |
| Hirakata | Ruta Nacional 307 Ruta Nacional 168 Ruta Nacional 170 | | Osaka    |
| Neyagawa | | | Osaka    |
| Moriguchi | Ruta Nacional 479 | | Osaka    |
| Asahi Osaka | | | Osaka    |
| Jōtō Osaka | Ruta Nacional 163 | | Osaka    |
| Miyakojima Osaka | | | Osaka    |
| Kita Osaka | Ruta Nacional 423 Ruta Nacional 176 Ruta Nacional 25 Ruta Nacional 2                                                                                              | La Ruta Nacional 1 termina en Umeda y al frente de ella nace la Ruta Nacional 2. Gate Tower Building Umeda Sky Building | Osaka    |
| Punto final de la ruta en Osaka, Osaka. | | |          |